# Julio García Casas

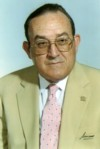
Julio García Casas.

Julio García Casas (Fregenal de la Sierra, 1933 - Sevilla, 11 de noviembre de 2016) fue un pianista, magistrado y catedrático de Derecho español.

## Biografía
Nació en Fregenal de la Sierra (Badajoz). Recibió sus primeras lecciones de Carmen Carreras Conte y de Remedios Rubio. Realizó sus estudios universitarios en la Facultad de Derecho de Sevilla. Una vez terminados sus estudios, pasó al Conservatorio de Sevilla, recibiendo clases de virtuosismo de Manuel Castillo y Ramón Coll. Ha recibido lecciones al piano de la gran artista desaparecida, Valentina Kamenikova y del pianista libanés Walid Akl.
Fue Doctor en Derecho y catedrático Numerario de Derecho Procesal de la Facultad de Derecho de la Universidad de Sevilla, y Magistrado de la Audiencia Provincial. Fue Presidente de Juventudes Musicales de Sevilla hasta su fallecimiento. Presidente de Juventudes Musicales de Andalucía y Vicepresidente Primero de Juventudes Musicales de España.
Durante doce años fue crítico en el Correo de Andalucía. Perteneció al Consejo Asesor de la Real Orquesta Sinfónica de Sevilla. Ha pertenecido al Consejo de la Música del Ministerio de Cultura. Presidente de la Comisión Jurídica Internacional de la F.I.J.M. Presentó y dirigió el Programa de Música Clásica de Canal Sur Televisión durante los años 1989, 1990, 1991 y 1993. Ha sido sevillano del Año en Música en 1973.

## Actividad musical

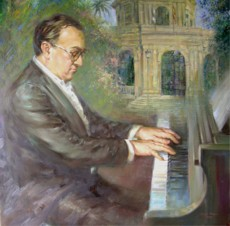

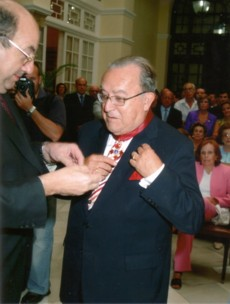

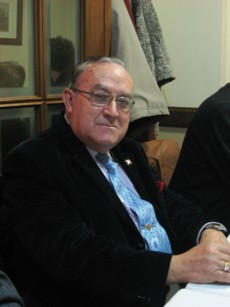

Su repertorio va desde Bach, Haendel y Mozart hasta Rajmáninov, Ravel, Debussy y Manuel Castillo, con estudios profundos de las obras de Beethoven, Schumann, Schubert y, sobre todo, de Frédéric Chopin.
Ha interpretado recitales monográficos de Chopin en la mayor parte de las capitales y ciudades españolas, por lo que le han acreditado como un distinguido intérprete del músico polaco.
Es de destacar su faceta como acompañante al piano de importantes cantantes españoles (Paloma Pérez Íñigo, Manuel Cid, María Coronada, etc.), realizando de memoria su labor de acompañamiento. Ha actuado en el Palacio de la Música Catalana, en el Auditorio “Manuel de Falla” de Granada, en el Centro Cultural de la Villa de Madrid, en el Palacio de la Música de Valencia y en el Coliseo Carlos III de El Escorial y realizado grabaciones para Radio Nacional, Televisión Española y Canal Sur. 
Ha obtenido un éxito importante en Madrid, en la Sala II del Centro Cultural de la Villa, con un recital monográfico dedicado íntegramente a Chopin. Igualmente, y en el Palacio de la Música de Valencia ofreció un recital de Chopin, con Nocturnos, Polonesas, Valses, Mazurkas, Impromptu y Scherzo, que fue transmitido por RNE (Radio Clásica).

### Actividad como Jurado de Concursos pianísticos
Ha formado parte de los Jurados de Concursos Nacionales e Internacionales de Piano: «Jóvenes Intérpretes Ciudad de Albacete», «Concurso de Piano de JJ.MM. de Granada», «Concurso Internacional de Piano Compositores de España» de Madrid, y recientemente ha sido invitado en el «XIV Concurso Internacional de Piano Vianna Da Motta», en Lisboa (Portugal), julio de 2001, en el organizado por la Fundación Guerrero (octubre de 2001) y en los Concursos Internacionales de Calabria, Grosseto y Marsala (Sicilia), todos en Italia.
En mayo de 2004 formó parte del «Concurso Internacional de Piano de Carlet» (Valencia), y recientemente en el Concurso Internacional “Scriabin”, de piano, en la ciudad italiana de Grosseto, así como en el Concurso Nacional de Piano “Compositores de España” y dedicado al compositor Antón García Abril, celebrado en Vigo (Pontevedra) en el verano de 2005.

## Reconocimientos, distinciones y condecoraciones
Es Académico correspondiente de la Real Academia de Bellas Artes de San Fernando de Madrid, así como de las de Bellas Artes de San Fernando (Cádiz), de la de Bellas Artes de Cádiz, de Sant Jordi en Barcelona, de la de Real Academia de Bellas Artes de San Carlos de Valencia, y Académico Numerario de la de Santa Isabel de Hungría de Sevilla.
Por su ejemplar labor en Juventudes Musicales de Sevilla y Andalucía, por su valiosa contribución al desarrollo jurídico de la Federación Internacional de Juventudes Musicales y en agradecimiento al apoyo prestado a la Presidencia española del Consejo Internacional de la Música, este Organismo le ha concedido la Medalla Mozart de la Unesco, en diciembre de 1997.
Juventudes Musicales de Sevilla, entidad que preside desde hace cincuenta y un años y que forma parte muy activa de Juventudes Musicales de España, ha sido distinguida con la Medalla de Oro al Mérito en las Bellas Artes en premio a una larga y fructífera labor en favor de la difusión de la buena Música y en la defensa artística de la Juventud.
Insignia de Oro de la Federación Internacional de Juventudes Musicales, Medalla de Oro de Juventudes Musicales de Sevilla y Andalucía. Distinguido por el Gobierno Francés con la Orden de Chevalier des Arts et des Lettres de la República Francesa.
Como culminación de su carrera artística y en reconocimiento a los múltiples méritos contraídos en la docencia universitaria, la investigación jurídica y en apoyo a la Música y la Cultura, S.M. el Rey le ha distinguido con la Encomienda con Placa de la Orden de Alfonso X el Sabio.